# Odontocera tumidicollis
Odontocera tumidicollis là một loài bọ cánh cứng trong họ Cerambycidae.